# Россия (команда А1)

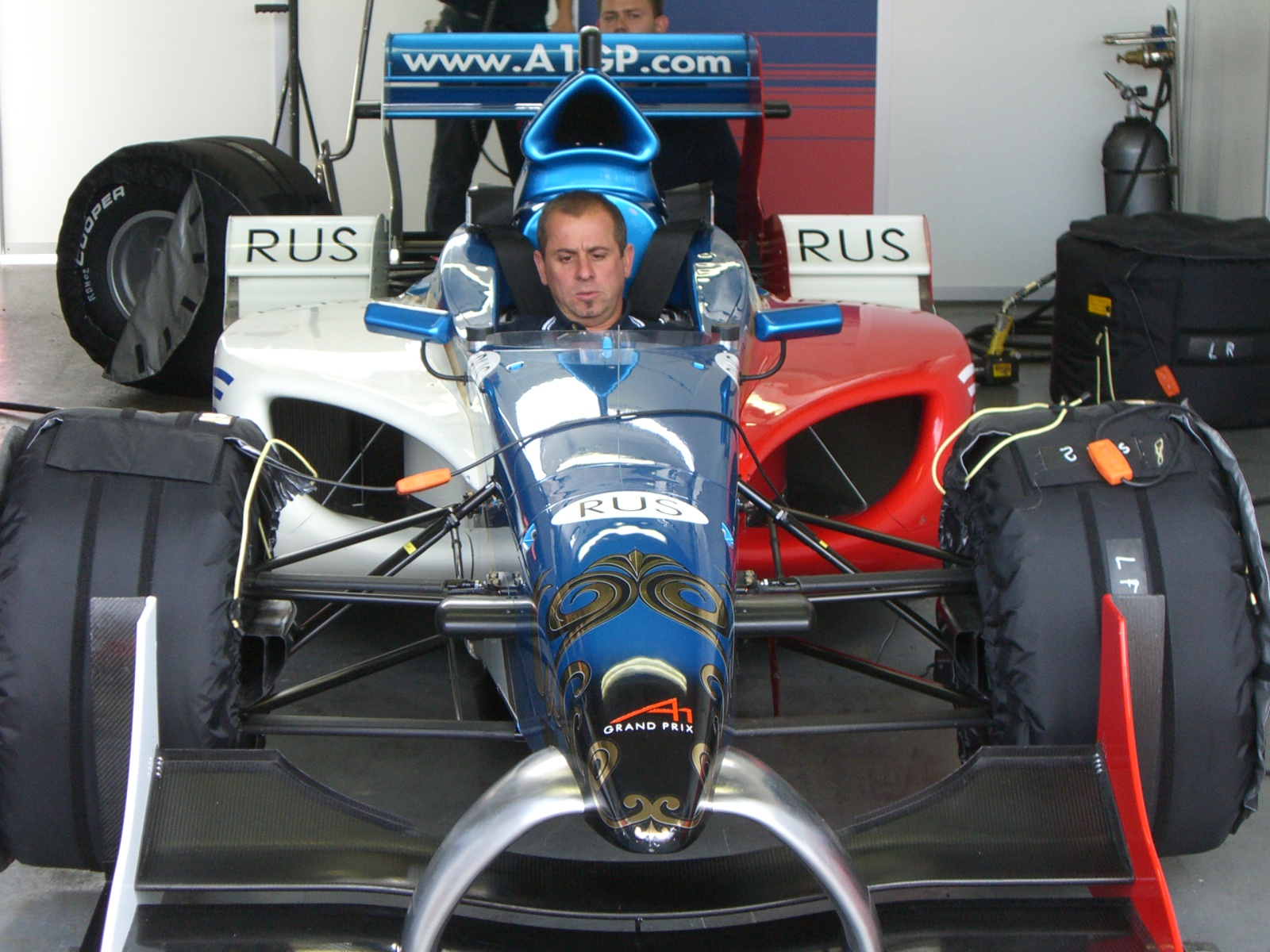
Машина команды в боксах

Команда России в гонках А1 — команда, представлявшая Россию в международной серии кольцевых автогонок «А1 Гран-при».
Ввиду финансовых сложностей, российская команда принимала участие только в 3 этапах Кубка наций.

## Пилоты
- Алексей Васильев. Участвовал в британском этапе. Квалифицировался 24-м, в обеих гонках не финишировал, но в главной гонке классифицирован 15-м. Запасным пилотом был Николай Фоменко.
- Михаил Алёшин. Участвовал в португальском этапе. Квалифицировался 17-м. В короткой гонке финишировал 15-м, в главной — 17-м. Запасным пилотом был Александр Тюрюмин.
- Роман Русинов. Участвовал в австралийском этапе. Квалифицировался 18-м, в короткой гонке финишировал 13-м, в главной шёл на 11-м месте, но столкнулся с болидом команды Мексики. Пока что на счету Романа Русинова лучшее выступление команды России в А1.
- На этапе в Малайзии должен был стартовать Виталий Петров, но команда прекратила выступления в чемпионате.